# 小久保柚乃
小久保 柚乃（こくぼ ゆの、2007年3月20日 - ）は、日本のアイドル、歌手、女優であり、私立恵比寿中学のメンバー。
愛知県出身。スターダストプロモーション所属。

## 略歴
- 2019年9月、スターダストプロモーション名古屋営業所「N-Twinkle TRIBE」のメンバーとなる[1]。
- 2021年、私立恵比寿中学新メンバーオーディションに参加、最終審査へ進む（ユノ として）[2][3][4]。
- 2021年5月5日、オーディションの結果、私立恵比寿中学の新メンバーとなる[5][6]。
- 2021年6月5日、Instagram個人アカウント[7]を開設。
- 2021年10月24日、TikTok個人アカウント[8]を開設。
- 2022年7月、幼少期に2度出演していた番組「オードリーさん、ぜひ会ってほしい人がいるんです。」に8年ぶりに登場[9]。
- 2023年3月20日、初の生誕ソロライブ「水素。」を恵比寿ザ・ガーデンホールにて開催[10]。
- 2024年3月21日、小久保柚乃1st写真集『こくぼづかん』を発売。同日、生誕ソロライブ「塩素。」をZepp Haneda (TOKYO)にて開催[11]。
- 2025年4月3日、生誕ソロライブ「炭素。」をZepp Shinjuku (TOKYO)にて開催[12]。

## 人物・エピソード
- 趣味は読書、ダンス、手芸、料理、入浴剤集め、アイドル好き。特技は4歳から始めたスキー、水泳、竹馬、長距離走、剣道[13]、編み物、カメラ。日本グミ協会名誉会員[14]。
- 2012年（5歳）、中京テレビ「オードリーさん、ぜひ会ってほしい人がいるんです。」に「手羽先をキレイに食べられる女の子」として初出演。初出演時に「将来はアイドルになりたい」と思い、2回目の出演時（7歳）にその夢を語った。そして8年後の2022年、アイドルグループ私立恵比寿中学のメンバーとして夢をかなえた小久保は3回目の出演を果たした[15]。
- 愛知工業大学名電中学校出身。2022年夏の甲子園に出場の同校の試合後、自身のInstagramストーリーズにて母校の勝利をメンバーに自慢したことを明かした。
- 2025年に大学への進学を発表（入学先は非公表）[16]。私立恵比寿中学のメンバーが在籍中に大学へと進学するのは小久保が2人目である。

### 私立恵比寿中学関連
- 出席番号は14番。メンバーカラーはライトグリーン。
- 私立恵比寿中学の新メンバーとなり、「はじめまして!! まだ新メンバーになった実感もないし、本当に自分でいいのか不安ですが、私たち３人が入ってくれてよかったと思っていただけるようにがんばります これからよろしくお願いします!!!!!!!!」とコメントした[17][18][19][20]。
- オーディションの合格連絡は、柚乃がダンスのレッスン中に母へ選出の一報が入り、「車の中でお母さんが教えてくれて、うわ～ってドッキリかと思いました。校長先生が来てくれた時にテッテレ～って（ドッキリの効果音が）鳴るんじゃないかと思いました」と振り返り、「ライブをたくさんやって、（ファンと）話せる世の中になって話したいです。」[21]、「いつか『柚乃が入ってくれて良かった』と思っていただけるように頑張ります」と意気込んだ[22][23]。
- 2次審査では「エンジョイ人生」（TEAM SHACHI）を歌唱した[24]。
- 最終審査は緑チーム[25][26]。歌唱力審査では「HiDE the BLUE」（BiSH）を歌唱した[27]。

エビ中として初投稿のブログで新メンバー発表時を振り返り「こんなに高いヒールはくのはじめてだよ 高いヒールの似合う女になれるようにがんばろうと思いました！」と綴った。

## 出演

### テレビ
- オードリーさん、ぜひ会ってほしい人がいるんです。（2012年11月17日、2014年7月5日、2022年7月11日、中京テレビ）[29][30][31]
- ほんとにあった怖い話・15周年スペシャル（2014年8月16日、フジテレビ系）
- ほんとにあった怖い話・夏の特別編2015（2015年8月29日、フジテレビ系）[32]
- ザキとロバ（2016年5月5日、メ〜テレ）
- 超無敵クラス（2023年3月19日、日本テレビ系）
- 沼にハマってきいてみた（2025年5月24日、NHK Eテレ）

### ドラマ
- ゆめクリワールド　第8話（2015年5月22日、メ～テレ）
- ゆめクリワールド2　第1話（2015年10月2日、メ～テレ）
- 名古屋行き最終列車2016（2016年2月、メ～テレ）[33]
- かりあげクン　第8話（2023年2月25日、BS松竹東急）- 木村マイコ役[34][35]

### CM
- ケンタッキー・フライド・チキン「ケンタッキークリスマス『おつかい』篇」「ケンタッキークリスマス『予約』篇」（2014年）
- ナガシマジャンボ海水プール「ジャパーン」（2016年）[36]
- フードリエ「パリッと朝食ウィンナー」（2017年）[37]

### 映画
- 母を亡くした時、僕は遺骨を食べたいと思った。（2019年2月22日、アスミック・エース）

### 舞台
- 朗読劇『「ネコたん！弐 ぷらす ～猫町怪異奇譚～」仮面遊戯殺猫事件』（2025年6月22日、あうるすぽっと（豊島区立舞台芸術交流センター））- 迷路ソマリ 役[38]

### イベント
- 「サカエハロウィン」パレード隊として参加（2019年10月27日、愛知・栄大津通り）
- 「豊田合成リンク」（2020年2月22日、愛知・オアシス21）
- ハイドアウト404 Vol.4（2025年4月5日、ミクサライブ東京Theater Mixa）[39]

### インターネット配信／動画
- やかんとアイドル（2023年6月8日〜12日、YouTube）
- スタダGamersClub（2023年6月25日、7月21日、8月19日、9月9日、10月3日、11月30日、2024年1月21日、YouTube）
- ハイドアウト404（2025年3月4日、YouTube）

### その他
- 名古屋市消費者市民教育ＤＶＤ （2017年）[40]

## 書籍

### 雑誌
- B.L.T.（2021年7月号[注 1][41]、2022年5月号、2023年9月号、東京ニュース通信社）
- UTB（2021年8月号[注 2]、2022年5月号、2023年12月号[注 3]、2024年2月号、ワニブックス）
- BUBKA（2021年8月号、2022年1月号、白夜書房）
- 月刊エンタメ（2021年8月号[注 4]、徳間書店）
- B.L.T. graduation2022 中学卒業（2022年3月16日、東京ニュース通信社）
- Top Yell Neo 2022 Spring[注 2]（2022年3月31日、竹書房）
- 週刊ビッグコミックスピリッツ（2023年24号[注 5]、2024年15号、小学館）
  - 24年15号では表紙＆巻頭グラビア
- blt graph. vol.92（2023年7月31日、東京ニュース通信社）
- B.L.T. SUMMER CANDY 2023（2023年8月9日、東京ニュース通信社）
- Zipper（2024年春号、2025年夏号、祥伝社）
- IDOL AND READ 高田メタルSpecial！（2024年12月6日、シンコーミュージック）
- 月刊わんこ（vol.13、ジェイロック）
- IDOL AND READ 041（2025年2月5日、シンコーミュージック）- 表紙&裏表紙[注 6]
- B.L.T. graduation2025 中学・高校卒業（2025年3月31日、東京ニュース通信社）
- EX大衆（2025年5・6月号、双葉社）

### 写真集
- デジタル写真集『Super Celebration私立恵比寿中学 スピコミ選抜』（2023年5月15日、小学館）[注 5]
- 小久保柚乃1st写真集 こくぼづかん（2024年3月21日、小学館）
- 小久保柚乃2nd写真集 こくぼづかん2（2025年7月4日、小学館）[42]